# Povos nômadas da Europa

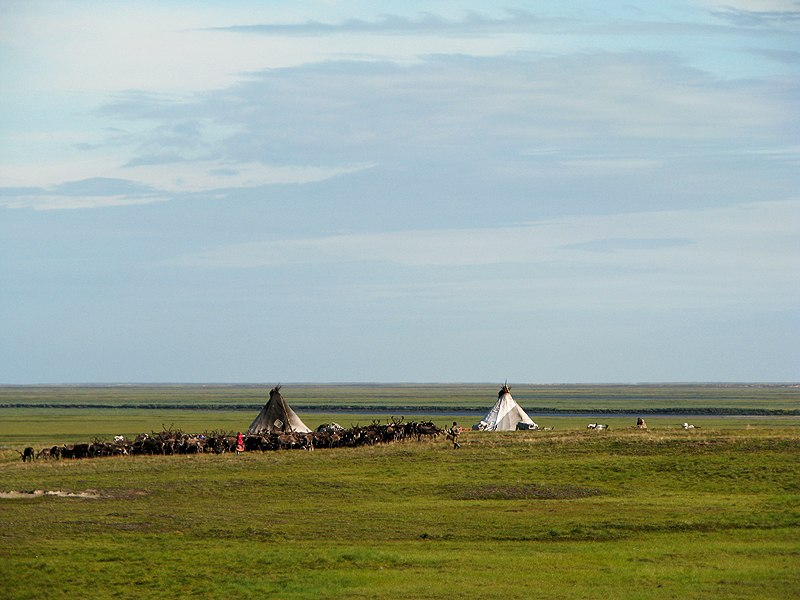
Nenetses na Rússia, 2014

A prática do nomadismo raramente foi praticada na Europa no período moderno, sendo restrito às margens do continente, notadamente pelos povos do Ártico, como, tradicionalmente, os Lapões no norte da Escandinávia ou os Nenetses na região da Nenétsia. Nos tempos antigos e medievais, os nômadas eurasiáticos dominavam as áreas da estepe oriental da Europa, sendo predominantes os Citas, Hunos, Ávaros, Arianos, Pechenegues, Cumanos ou Calmucos na região russa da Calmúquia.
Historicamente, pelo menos até o início da Idade Média, os grupos nômadas eram muito mais difundidos no continente europeu, existindo vários grupos com especial incidência na estepe pôntica e estepe eurasiática. As últimas populações nômadas desta região, como os Calmucos, Nogais, Cazaques e Basquires, tornaram-se principalmente sedentárias no início do período moderno sob o Império Russo.
A migração sazonal de curta distância é também conhecida como transumância, sendo exercida sobretudo nas regiões onde a atividade do pastoreio era a principal fonte de sustento, como, por exemplo, nos Alpes, Balcãs ou no norte da Península Ibérica, não sendo considerado "nomadismo puro".
Por vezes é também descrito como "nômada" (no sentido figurado ou estendido) o estilo de vida itinerante de vários grupos que subsistem do artesanato ou do comércio, sendo os Ciganos e os Pavee (viajantes irlandeses) alguns dos mais conhecidos grupos.